# Ману чорний
Ману́ чорний (Cercomacroides serva) — вид горобцеподібних птахів родини сорокушових (Thamnophilidae). Мекає в Південній Америці.

## Таксономія
Чорний ману був описаний в 1931 році англійським орнітологом Філіпом Склейтером. Його довгий час відносили до роду Ману (Cercomacra), однак за результатами молеклярно-філогегнетичного дослідження, яке показало поліфілітичність роду Cercomacra, чорний ману і низка споріднених видів були переведені до новоствореного роду Cercomacroides.

## Поширення й екологія
Чорні ману поширені на півдні Колумбії, в Еквадорі, Перу, на південному заході бразильської Амазонії і на північному заході Болівії. Вони живуть в підліску амазонської сельви на висоті до 1350 м над рівнем моря.